# Soyuz 2
Soyuz 2 foi a designação de uma missão não-tripulada, lançada do Cosmódromo de Baikonur em 25 de outubro de 1968, que teve o objetivo de realizar um acoplamento com a Soyuz 3, mas a missão falhou. As duas naves conseguiram aproximação, mas sem completar a acoplagem.

## Parâmetros da missão
- Massa: 6450 kg
- Perigeu: 191 km
- Apogeu: 229 km
- Inclinação: 51.70°
- Período orbital: 88.60 min